# Josep Maria Gavín Barceló
Josep Maria Gavín Barceló (Barcelona, 21 de junio de 1930-Caldas de Montbuy, 28 de abril de 2023) fue un coleccionista y fotógrafo español.
Trabajó en la Caja de Ahorros y Pensiones de Barcelona desde 1949 y después se dedicó a la fotografía. El 1966 ingresó en la Unión Excursionista de Cataluña, donde empezó a coleccionar fotografías de más de 22.000 iglesias catalanas y de Andorra, completando un importante archivo fotográfico conocido como el Archivo Gavín, las imágenes las completaba con documentación; en total, más de 1.550.000 documentos, por lo que está entre los archivos particulares más importantes de Europa. Entre 1979 y 1983 fue presidente de la sociedad Amigos del Arte Románico, también ha sido vicepresidente del Ateneo de San Cugat del Vallés y presidente de la Asociación Catalana de Coleccionistas.
Ha publicado y ha expuesto parte del material en colaboraciones de las obras Cataluña Románica, Gran geografía comarcal de Cataluña, Santuarios marianos de Cataluña y en más de 300 obras, aportando artículos o fotografías. Entre ellas se encuentra una serie sobre las iglesias catalanas con 29 volúmenes.
En 1984 recibió la Cruz de Sant Jordi. Desde el 1985 participa en conferencias exposiciones y charlas. Desde el 2007 el archivo Gavín, adquirido por el archivo de Urgel en 2001, está depositado en el Monasterio de Bellpuig.